# عاشق‌پیشه (فیلم)
عاشق‌پیشه (انگلیسی: Love Happy) یک فیلم کمدی موزیکال به کارگردانی دیوید میلر است که در سال ۱۹۴۹ انتشار یافت.

## چکیده داستان
این فیلم تقلیدی از یک فیلم جنایی با بازی برادران مارکس است. گروچو نقش کارآگاه سام گرونیون را بازی می‌کند که در پرونده الماس‌های دزدیده شده دست به کار تحقیق می‌شود. هارپو و چیکو بخشی از یک گروه تئاتر نیز در این پرونده نقش دارند. توجه داشته باشید که در این فیلم، مرلین مونرو، در نقش یک مشتری کارآگاه سام گروینیون ظاهر می‌شود.

## بازیگران
- چیکو مارکس
- گروچو مارکس
- هارپو مارکس
- ایلونا مسی
- مریلین مونرو
- ریموند بر
- ورا-الن
- واریون هاتون
- ملویل کوپر
- پال والنتین
- اریک بلور
- اوتو والدیس